# Margeriten
Die Margeriten (Leucanthemum) sind eine Pflanzengattung in der Familie der Korbblütler (Asteraceae). Die etwa 42 Arten sind hauptsächlich in Europa verbreitet. Der deutsche Trivialname leitet sich über französisch marguerite von altgriechisch μαργαρῖτης margarîtes für „Perle“ ab.

## Beschreibung

### Vegetative Merkmale
Leucanthemum-Arten der Margeriten sind kurzlebig bis ausdauernd und krautig.
Die Blattspreiten sind ungeteilt bis fiederschnittig; die Grundblätter sowie die unteren Stängelblätter sind gestielt und die oberen Stängelblätter sitzend.

### Generative Merkmale
Die Körbchen enthalten weiße Zungen- und gelbe Röhrenblüten und sind selten auch ohne Zungenblüten anzutreffen.
Die Achänen sind gerippt und mit Schleimzellen und Sekretkanälen ausgestattet.

## Polyploidie

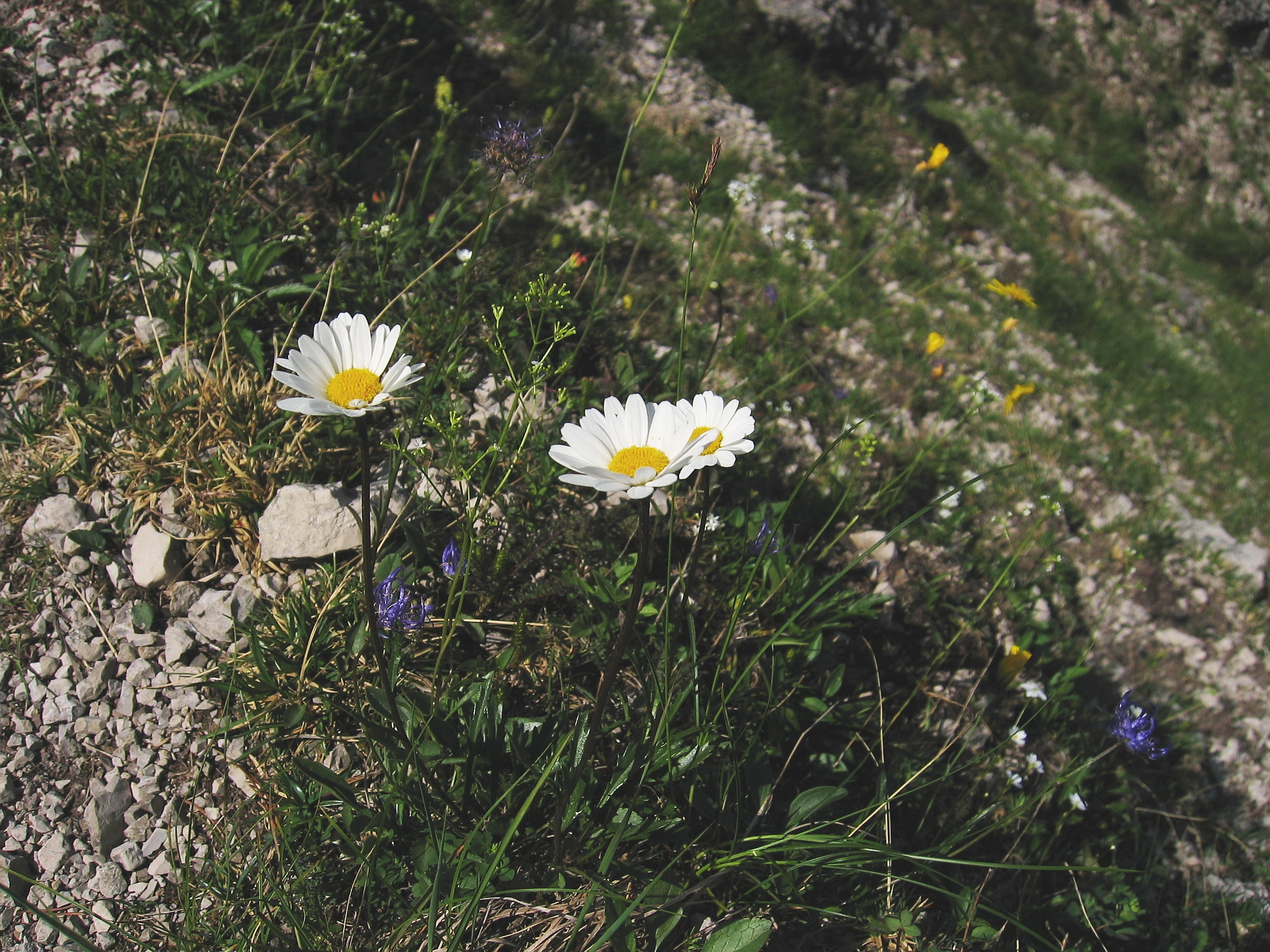
Schwarzrand-Margerite (Leucanthemum atratum)

Die Gattung Leucanthemum stellt einen Polyploidkomplex dar, d. h., dass unterschiedliche Arten des Genus unterschiedliche Chromosomenzahlen aufweisen. Die Chromosomengrundzahl des Leucanthemumgenoms ist 9, ein diploides Individuum besitzt somit 18 Chromosomen. Neben den vermutlich ursprünglicheren, diploiden Arten kam es mehrfach zu Artbildungsereignissen, bei denen der Chromosomensatz vervielfacht wurde. Es gibt Arten mit 36, 54, 72, 90 und 108 Chromosomen. Die nur an einer Lagune nördlich von Lissabon zu findende Leucanthemum lacustre besitzt sogar 198 Chromosomen, was dem 22-fachen Chromosomensatz entspricht.

## Systematik und Verbreitung
Die Gattung Leucanthemum wurde durch Philip Miller aufgestellt. Der botanische Gattungsname Leucanthemum leitet sich von den altgriechischen Wörtern altgriechisch λευκός leukós für „weiß“ und ἄνθος ánthos für „Blüte, Blume“ ab.

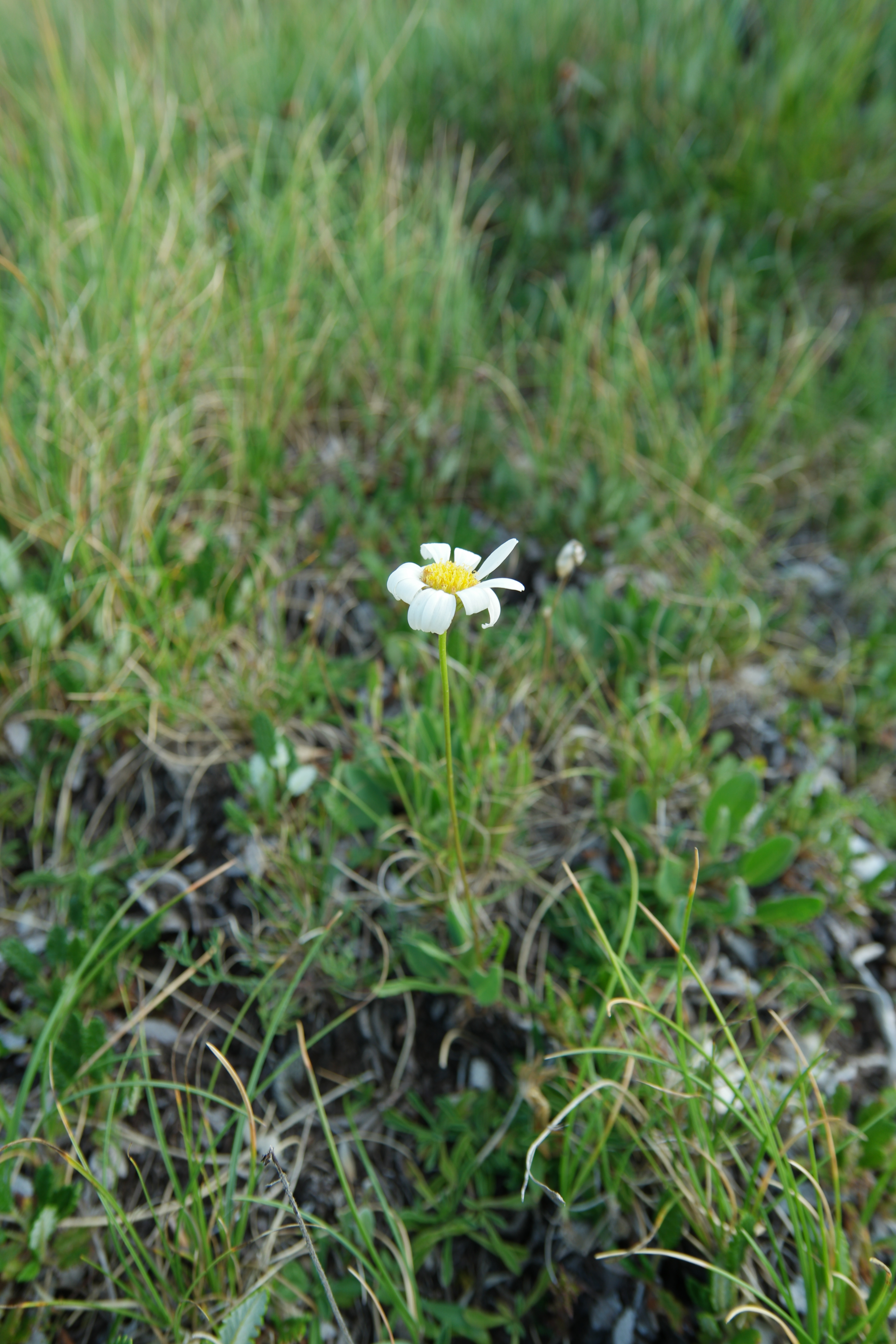
Die zierlich wachsende Hellschuppige Margerite (Leucanthemum chloroticum) ist in xerothermen Kalkmagerwiesen der Südost-Dinariden verbreitet.

Die Arten der Gattung sind in Europa beheimatet. Eine Art dringt sogar bis Sibirien vor (Leucanthemum ircutianum); sie ist nach der sibirischen Stadt Irkutsk benannt.
Die Gattung der Margeriten (Leucanthemum Mill.) umfasst etwa 42 Arten. Hier eine Auswahl:
- Berg-Margerite (Leucanthemum adustum (W.D.J.Koch) Gremli): Sie kommt in Europa vor.[3]
- Schwarzrand-Margerite (Leucanthemum atratum (Jacq.) DC., Syn.: Chrysanthemum atratum Jacq.): Sie kommt nur in Österreich vor.[1]
- Hellschuppige Margerite (Leucanthemum chloroticum A. Kerner & Murbeck): Sie ist auf Kalkstandorten der subadriatischen Südost-Dinariden in Montenegro, de Herzegowina und Süd-Dalmatiens verbreitet.[4]
- Gebirgs-Margerite (Leucanthemum gaudinii Dalla Torre, Syn.: Chrysanthemum alpicola (Gremli) Hess & al.): Sie kommt in Spanien, Frankreich, in der Schweiz, in Italien, in Polen, in der Slowakei, der Ukraine und auf der Balkanhalbinsel vor.[1]
- Haller-Margerite (Leucanthemum halleri (Vitman) Ducommun, Syn.: Chrysanthemum halleri Vitman): Sie kommt in der Schweiz, in Deutschland, in Österreich und in Italien vor.[1]
- Verschiedenblättrige Margerite (Leucanthemum heterophyllum (Willd.) DC.): Sie kommt in Frankreich, Italien, in der Schweiz, in Österreich und in Slowenien vor, aber nicht in Deutschland.[1]
- Fettwiesen-Margerite (Leucanthemum ircutianum DC., Syn.: Leucanthemum vulgare subsp. ircutianum (DC.) Tzvelev, Chrysanthemum leucanthemum subsp. triviale Gaudin): Sie kommt in etwa fünf Unterarten in Europa vor.[1]
- Leucanthemum lacustre (Brot.) Samp.: Die Heimat ist Portugal.[3]
- Steineralpen-Margerite (Leucanthemum lithopolitanicum (E. Mayer) Polatschek, Syn.: Chrysanthemum atratum subsp. lithopolitanicum E. Mayer): Sie kommt in Österreich und in Slowenien vor.[1]
- Leucanthemum maximum (Ramond) DC.: Ihre Heimat ist Spanien und Frankreich. In Nordamerika, Australien und Neuseeland ist sie ein Neophyt.[3]
- Magerwiesen-Margerite (Leucanthemum vulgare Lam., Syn.: Leucanthemum praecox (Horvatic) Horvatic): Die Heimat ist Europa und Armenien, in Nord-, Süd- und Mittelamerika, in Afrika, Indien, China, Australien und Neuseeland ist sie ein Neophyt.[3]